# 1851
Il 1851 (MDCCCLI in numeri romani) è un anno  del XIX secolo.

## Eventi
- 1º gennaio – In Italia viene emesso il primo francobollo.
- 1º maggio – Inizia la Grande esposizione universale di Londra; resterà aperta fino al 15 ottobre. È la prima e gigantesca fiera delle invenzioni, delle merci e dei macchinari.
- 26 maggio – Inizia a Londra il primo torneo internazionale di scacchi.
- 22 agosto – Inaugurazione dell'America's Cup ed esposizione della coppa, brocca ispirata ad un vaso romano antico.
- 18 settembre – Esce a New York il primo numero del quotidiano New York Times.
- Ottobre – Paul Julius Reuter fonda a Londra l'omonima agenzia di stampa, fino a quel momento semplice servizio di trasmissione delle notizie belga-tedesco.
- Ottobre - Viene pubblicato in volume a Londra il romanzo Moby Dick di Herman Melville.
- 5 novembre – A Belfiore, fuori Mantova, il sacerdote Giovanni Grioli viene fucilato con l'accusa di aver incitato alla diserzione i soldati dell'esercito imperiale austriaco.
- 13 novembre – Un cavo telegrafico sottomarino fra Dover a Calais mette in comunicazione la Francia e l'Inghilterra.
- Novembre – Due trombe marine si abbattono sulla costa della Sicilia trasformandosi in un tornado. L'evento causa la distruzione del porto di Marsala, l'affondamento di numerose imbarcazioni e la morte di circa 500 persone.[1]
- 2 dicembre – Luigi Napoleone Bonaparte occupa militarmente il Parlamento francese e ne impone lo scioglimento.
- 7 dicembre – Viene brevettato il frigorifero.
- 24 dicembre – Negli Stati Uniti d'America un incendio colpisce la Biblioteca del Congresso.

## Nati
Ci sono circa 500 voci su persone nate nel 1851; vedi la pagina Nati nel 1851 per un elenco descrittivo o la categoria Nati nel 1851 per un indice alfabetico.

## Morti
Ci sono circa 220 voci su persone morte nel 1851; vedi la pagina Morti nel 1851 per un elenco descrittivo o la categoria Morti nel 1851 per un indice alfabetico.

## Calendario
| Calendario 1851 | Calendario 1851 | Calendario 1851 | Calendario 1851 | Calendario 1851 | Calendario 1851 | Calendario 1851 | Calendario 1851 | Calendario 1851 | Calendario 1851 | Calendario 1851 | Calendario 1851 | Calendario 1851 | Calendario 1851 | Calendario 1851 | Calendario 1851 | Calendario 1851 | Calendario 1851 | Calendario 1851 | Calendario 1851 | Calendario 1851 | Calendario 1851 | Calendario 1851 | Calendario 1851 | Calendario 1851 | Calendario 1851 | Calendario 1851 | Calendario 1851 | Calendario 1851 | Calendario 1851 | Calendario 1851 | Calendario 1851 | Calendario 1851 |
| --------------- | --------------- | --------------- | --------------- | --------------- | --------------- | --------------- | --------------- | --------------- | --------------- | --------------- | --------------- | --------------- | --------------- | --------------- | --------------- | --------------- | --------------- | --------------- | --------------- | --------------- | --------------- | --------------- | --------------- | --------------- | --------------- | --------------- | --------------- | --------------- | --------------- | --------------- | --------------- | --------------- |
|                 | 1               | 2               | 3               | 4               | 5               | 6               | 7               | 8               | 9               | 10              | 11              | 12              | 13              | 14              | 15              | 16              | 17              | 18              | 19              | 20              | 21              | 22              | 23              | 24              | 25              | 26              | 27              | 28              | 29              | 30              | 31              |                 |
| Gennaio         | Me              | Gi              | Ve              | Sa              | Do              | Lu              | Ma              | Me              | Gi              | Ve              | Sa              | Do              | Lu              | Ma              | Me              | Gi              | Ve              | Sa              | Do              | Lu              | Ma              | Me              | Gi              | Ve              | Sa              | Do              | Lu              | Ma              | Me              | Gi              | Ve              |                 |
| Febbraio        | Sa              | Do              | Lu              | Ma              | Me              | Gi              | Ve              | Sa              | Do              | Lu              | Ma              | Me              | Gi              | Ve              | Sa              | Do              | Lu              | Ma              | Me              | Gi              | Ve              | Sa              | Do              | Lu              | Ma              | Me              | Gi              | Ve              |                 |                 |                 |                 |
| Marzo           | Sa              | Do              | Lu              | Ma              | Me              | Gi              | Ve              | Sa              | Do              | Lu              | Ma              | Me              | Gi              | Ve              | Sa              | Do              | Lu              | Ma              | Me              | Gi              | Ve              | Sa              | Do              | Lu              | Ma              | Me              | Gi              | Ve              | Sa              | Do              | Lu              |                 |
| Aprile          | Ma              | Me              | Gi              | Ve              | Sa              | Do              | Lu              | Ma              | Me              | Gi              | Ve              | Sa              | Do              | Lu              | Ma              | Me              | Gi              | Ve              | Sa              | Do              | Lu              | Ma              | Me              | Gi              | Ve              | Sa              | Do              | Lu              | Ma              | Me              |                 |                 |
| Maggio          | Gi              | Ve              | Sa              | Do              | Lu              | Ma              | Me              | Gi              | Ve              | Sa              | Do              | Lu              | Ma              | Me              | Gi              | Ve              | Sa              | Do              | Lu              | Ma              | Me              | Gi              | Ve              | Sa              | Do              | Lu              | Ma              | Me              | Gi              | Ve              | Sa              |                 |
| Giugno          | Do              | Lu              | Ma              | Me              | Gi              | Ve              | Sa              | Do              | Lu              | Ma              | Me              | Gi              | Ve              | Sa              | Do              | Lu              | Ma              | Me              | Gi              | Ve              | Sa              | Do              | Lu              | Ma              | Me              | Gi              | Ve              | Sa              | Do              | Lu              |                 |                 |
| Luglio          | Ma              | Me              | Gi              | Ve              | Sa              | Do              | Lu              | Ma              | Me              | Gi              | Ve              | Sa              | Do              | Lu              | Ma              | Me              | Gi              | Ve              | Sa              | Do              | Lu              | Ma              | Me              | Gi              | Ve              | Sa              | Do              | Lu              | Ma              | Me              | Gi              |                 |
| Agosto          | Ve              | Sa              | Do              | Lu              | Ma              | Me              | Gi              | Ve              | Sa              | Do              | Lu              | Ma              | Me              | Gi              | Ve              | Sa              | Do              | Lu              | Ma              | Me              | Gi              | Ve              | Sa              | Do              | Lu              | Ma              | Me              | Gi              | Ve              | Sa              | Do              |                 |
| Settembre       | Lu              | Ma              | Me              | Gi              | Ve              | Sa              | Do              | Lu              | Ma              | Me              | Gi              | Ve              | Sa              | Do              | Lu              | Ma              | Me              | Gi              | Ve              | Sa              | Do              | Lu              | Ma              | Me              | Gi              | Ve              | Sa              | Do              | Lu              | Ma              |                 |                 |
| Ottobre         | Me              | Gi              | Ve              | Sa              | Do              | Lu              | Ma              | Me              | Gi              | Ve              | Sa              | Do              | Lu              | Ma              | Me              | Gi              | Ve              | Sa              | Do              | Lu              | Ma              | Me              | Gi              | Ve              | Sa              | Do              | Lu              | Ma              | Me              | Gi              | Ve              |                 |
| Novembre        | Sa              | Do              | Lu              | Ma              | Me              | Gi              | Ve              | Sa              | Do              | Lu              | Ma              | Me              | Gi              | Ve              | Sa              | Do              | Lu              | Ma              | Me              | Gi              | Ve              | Sa              | Do              | Lu              | Ma              | Me              | Gi              | Ve              | Sa              | Do              |                 |                 |
| Dicembre        | Lu              | Ma              | Me              | Gi              | Ve              | Sa              | Do              | Lu              | Ma              | Me              | Gi              | Ve              | Sa              | Do              | Lu              | Ma              | Me              | Gi              | Ve              | Sa              | Do              | Lu              | Ma              | Me              | Gi              | Ve              | Sa              | Do              | Lu              | Ma              | Me              |                 |